# Інфіксна нотація
Інфіксна нотація — це форма запису арифметичних, логічних формул та тверджень. Вона характеризується розташуванням між операндами інфіксних операторів.

## Використання
Інфіксна нотація є більш складною для аналізу комп'ютерами, ніж префіксна нотація (наприклад, + 2 2) або постфіксна нотація (наприклад, 2 2 +). Однак цей запис використовується в більшості мов програмування як більш зручний для користувача.
Також часто використовується в арифметиці, наприклад, 2+2, 5×6.

## Порядок операцій

Інфіксна нотація: Знак '+' - інфіксний оператор, розташований між операндами 3 та 4.

У інфіксній нотації, на відміну від префіксної та постфіксної, круглі дужки, що оточують групи операндів і операторів, визначають порядок в якому будуть виконуватися операції. При відсутності дужок операції виконуються згідно з правилами пріоритету операторів.

## Інші позначення
Інфіксну нотацію також слід відрізняти від 
позначення (нотації) функції, де ім'я функції описує якусь конкретну операцію, а її аргументами є операнди. Прикладом функціонального запису може бути функція S (1,3), у якій S означає операцію додавання: S(1,3) = 1 + 3 = 4.